# Орудний відмінок
Орудний відмінок, або інструментал (лат. instrumentalis, від instrumentum — «знаряддя») — непрямий відмінок, який відповідає на запитання «ким?», «чим?», означає засіб, інструмент, яким виконують дію.

## Функція
Виконує такі функції:
- Виражає значення знаряддя дії (Немов снігом за шкуру сипнуло.)
- Має значення причини (наприклад, відповідає на питання «Ким відомий?» — Києвом, Василем)
- Вживається як додаток для позначення стану чи результату дії (з дієсловами бути, стати, бувати, здаватися, уявлятися тощо)
- Вживається як обставина (лісом, полем)

## Українська мова
У «Граматіці словенскій» Лаврентія Зизанія орудний відмінок згадується як творителный падежь. Так само йменує цей відмінок Мелетій Смотрицький у своїй «Граматиці слов'янській», так тлумачачи його значення: творителный єстъ/ имже творимъ: якѡ человѣкомъ.

### Історія
У сучасній українській імена чоловічого і середнього роду однини мають закінчення -м, жіночого — -ю, і майже всі імена орудного відмінку множини — закінчення -ми (про винятки див. нижче). У праслов'янський і давньоруській мовах було до 9 типів відмінювання (проти 4 сучасних), які визначалися не закінченнями, як у сучасній мові, а тематичними голосними ранньопраслов'янських основ — так званими детермінативами (до останніх також відносять приголосні звуки основ на приголосний). Іменники різних типів відмінювання мали в орудному відмінку різні закінчення.
В однині відмінювання імен (іменників, прикметників) мало відрізнялося від сучасного. Іменники з основами на *-ŏ, *-ŭ та деякі інші мали закінчення *-omь, *-emь, *-ъmь (д.-рус. городъмь, другъмь, мѫжьмь, кънѧзьмь, сынъмь, домъмь), іменники на основу *-ā, *-r і жіночого на *ĭ — закінчення *-oju, *-eju (д.-рус. рыбою, рѫкою, рабынею, кънѧгынею, милостию, матерью), де звук *ju («ю») сходить до праслов'янського йотованого носового *-jǫ (у південнослов'янських пам'ятках записувався як «ѭ»). Відмінності від сучасної української виключно фонетичні: прикінцевий редукований ь перестав вимовлятися (укр. городом, другом); редукований ь зник, зберігши вимову колишнього рью роздільною (матер'ю). Іменники середнього роду на *-s утворювали більшість граматичних форм за допомогою суфікса-нарощення -es- (д.-рус. словесьмь, тѣлесьмь, небесьмь, чюдесьмь), яке надалі втратили (укр. словом, тілом, небом, чудом). Іменники середнього роду з основою на *-n, *-nt, зберігши в більшості відмінків нарощення *-en, *-ęt (укр. імені, ягняти), зараз в орудному однини переважно вживаються без нього (укр. ім'ям, плем'ям, сім'ям, ягням, телям, рідше іменем, племенем, сіменем при д.-рус. именьмь, племеньмь, сѣменьмь, ягнѧтьмь, телѧтьмь). Іменники жіночого роду на *-ĭ, що мали в орудному закінчення *-ьjǫ (д.-рус. ночью, тѣнью, солью, кровью) після занепаду редукованого ь зазнають асиміляції звука j з м'якими попередніми приголосними, внаслідок чого утворюються подовжені приголосні (ніччю, тінню, сіллю), і тільки в разі попередніх губних та «р» залишається роздільна вимова (кров'ю, матір'ю).
У множині парадигма орудного відмінка відрізнялася від сучасної сильніше. Якщо відмінювання іменників на основу *-a вельми схоже на сучасне, із закінченням *-ami (д.-рус. рыбами, рѫками, рабынями, кънѧгынями), то іменники на *-ŭ, *-r, *-ĭ мали закінчення *-ъmi, *-ьmi (д.-рус. сынъми, дьньми, каменьми, матерьми, гостьми), а іменники з основами на *-o, *-n, *-s, *-nt мали в орудному відмінку множини закінчення *y у твердому варіанті, і закінчення *i в м'якому (д.-рус. городы, другы, браты, мѣсты, селы, отьци, краи, поли, мори, имены, словесы, небесы, чюдесы, ягнѧты, телѧты). Надалі майже всі іменники стали утворювати орудний відмінок множини за зразком іменників з основою *-a (укр. городами, друзями, братами, містами, селами, вітцями, краями, полями, морями, матерями, іменами, словами, небесами, чудесами, ягнятами, телятами). Іменники середнього роду на *-s при цьому втратили нарощення -es- (укр. словами, тілами), зберігши його тільки в деяких винятках (небесами, чудесами). Закінчення орудного множини типу відмінювання на *-r та *-ĭ збереглося лише в деяких словах (укр. ворітьми, гістьми, грудьми, кіньми, курми, слізьми, свиньми — при паралельних формах воротами, гостями, грудями, конями, курями, сльозами, свинями), а закінчення слів типу *-ŭ (д.-рус. сынъми) зникло.
Окремо слід розглянути давню відміну на основу *-ū (д.-рус. букы, любы, цьркы, моркы, тыкы, хорѫгы), що мали у непрямих відмінках і множині нарощення *-ъv-. У давньоруській мові орудний відмінок однини в них мав закінчення -ю < -jǫ (д.-рус. букъвью, любъвью, цьркъвью, моркъвью, тыкъвью, хорѫгъвью), орудний множини — закінчення *-ami (д.-рус. букъвами, любъвами, цьркъвами, моркъвами, тыкъвами, хорѫгъвами). До цього типу відмінювання колись належали і слова кров і брова, чиї праслов'янські форми орудного відмінка відновлюють як *krъvьjǫ, *brъvьjǫ, множина *krъvami, *brъvami. Потім цей тип відмінювання зник, нарощення *-ъv- стало частиною основи і зараз любов і кров відмінюються за зразком іменників жіночого з основою на *-ĭ (любов'ю, кров'ю, множина любов'ями, кров'ями), а решта — як іменники з основою на *-a (бровою, буквою, церковою, морквою, тиквою, хоругвою, множина бровами, буквами, церквами, морквами, тиквами, хоругвами).
Окрім однини і множини, у праслов'янській і давньоруській орудний відмінок мали і форми двоїни. У цій граматичній категорії форми орудного відмінка у всіх іменників збігалися з формами давального (д.-рус. очима, ушима, рукама, городома, братома, сынъма). Деякі з цих форм (очима, плечима) витіснили старі форми орудного відмінка множини, разом з тим існують і паралельні форми (дверми/дверима, грішми/грошима). Поряд з вухами може вживатися і форма ушима — колишній давально-орудний відмінок двоїни уші.

### Сучасність

#### Значення
В українській мові орудний відмінок може позначати:
- Знаряддя дії (писати олівцем)
- Агента дії (книжка читається учнем)
- Додаток після дієслів зі значеннями «бути», «стати» (ми були студентами, він став актором)
- Спосіб дії (дослідним шляхом, піти ходором)
- Місце, шлях (йти лісом, їхати шляхом, піти за водою, за парканом)
- Результат дії (іти прахом)
- Мету, ціль дії (вирушити за здобиччю, наглядати за порядком)
- У сполученні з деякими дієсловами може заміняти знахідний відмінок (управляти машиною — вести машину, правити країною — очолювати країну, піклуватися дитиною — опікати дитину).

#### Утворення
В орудному відмінку однини іменники другої відміни мають закінчення -ом, -ем (-єм) і -ям, -им.
І. В орудному відмінку однини іменники першої відміни твердої групи мають закінчення -ою, м'якої та мішаної груп — -ею, після голосного та апострофа — -єю: книжкою, машиною, перемогою, фабрикою; бурею, надією, робітницею, сім’єю, статтею; кручею, межею, площею, тишею.
В орудному відмінку множини іменники першої відміни мають закінчення -ами, -ями, -ми.
- Закінчення -ами мають іменники твердої та мішаної груп: книжками, машинами, фабриками; кручами, межами, площами;. Ця флексія походить від давнього типу відмінювання з основою на *-ā твердого варіанту.
- Закінчення -ями мають іменники м'якої групи: вулицями, друкарнями, мріями, робітницями, сім'ями, статтями; Ця флексія походить від давнього типу відмінювання з основою на *-ā м'якого варіанту.
- Закінчення -ми (паралельно з формами на -ами, -ями) мають лише поодинокі іменники: ворітьми (і воротами), курми, слізьми (і сльозами), свиньми (і свинями). Це є реліктом давнього типу відмінювання з основами *-ĭ та на приголосний.

II. В орудному відмінку однини іменники другої відміни мають закінчення -ом, -ем (-єм) і -ям, -им.
1. Закінчення -ом мають усі іменники чоловічого та середнього роду твердої групи, -ем (після голосного та апострофа -єм) — іменники чоловічого та середнього роду мішаної та м'якої груп (крім іменників середнього роду, що закінчуються на -я): майстром, містом, робітником, селом; бійцем, кобзарем, конем, кущем, місцем, морем, ножем, плечем, прізвищем, секретарем, слухачем; пирієм, роєм, солов’єм, урожаєм.
2. Закінчення -ям мають усі іменники середнього роду на -я: життям, змаганням, знанням, знаряддям, кіллям, листям, луб'ям, обличчям, піддашшям, роздоріжжям, щастям.
3. Закінчення -им мають в орудному відмінку:
- іменники — прізвища чол. роду твердої групи на -ов, -ев (-єв), -ів (-їв), -ин, -ін (-їн): Бабкіним, Виноградовим, Звегінцевим, Ільїним, Ковалевим (від Ковалів), Лесиним. Однак неслов'янські прізвища, які закінчуються на -ов, -ин, -ін, мають в орудному відмінку однини закінчення -ом: Бюловом, Дарвіном, Чапліном;
- іменники — географічні назви середнього роду із суфіксами присвійності -ов-, -ев- (-єв-), -ин- (-їн-), що відмінюються як прикметники: Горошине — Горошиним, Котелеве — Котелевим, Михалкове — Михалковим.

Але іменники — географічні назви чоловічого та середнього роду із суфіксами -ов, -ев (-єв), -ів (-їв), -ин, -ін (-їн), що не відмінюються як прикметники, мають в орудному відмінку однини закінчення -ом: Бородіном, Голосієвом, Києвом, Лебедином, Орєхово-Зуєвом, Псковом, Святошином, Харковом.
В орудному відмінку множини іменники другої відміни мають закінчення -ами, -ями, -ми.
1. Закінчення -ами (у твердій та мішаній групах), -ями (у м'якій групі) мають іменники чоловічого та середнього роду: берегами, робітниками, товаришами, тракторами; вухами, містами, прізвищами, селами, явищами; ковалями, пролетарями, шахтарями; знаряддями, місцями, обличчями, полями, роздоріжжями, узвишшями.
2. Закінчення -ми (паралельно з формами на -ами, -ями) мають іменники чоловічого та середнього роду: гістьми (частіше гостями), грішми (й грошима), кіньми (й конями), чобітьми (й чоботями, чоботами); коліньми (й колінами), колісьми (частіше колесами), крильми (частіше крилами).

#### Особливості
- Іменники середнього роду (око, плече) мають в орудному відмінку множини закінчення -има (очима, плечима)[3]. За походженням це форми не множини (д.-рус. очесы, плечи), а колишні форми двоїни (д.-рус. очима, плечима).
- Деякі іменники II відміни мають паралельні форми орудного множини: ворітьми/воротами, гістьми/гостями, грудьми/грудями, кіньми/конями, курми/курями, слізьми/сльозами, свиньми/свинями, чобітьми/чоботями, чоботами. Поряд з колінами, колесами, крилами іноді вживають форми коліньми, колісьми, крильми.
- Деякі іменники середнього роду, що належать до IV відміни, можуть мати паралельні форми орудного однини: вим'ям/вименем, ім'ям/іменем, плем'ям/племенем, сім'ям/сіменем, тім'ям/тіменем (при цьому перші форми є уживанішими). Закінчення -ям пояснюється впливом м'якої групи II відміни (ганчір'ям, пір'ям, руб'ям). Подібні паралельні форми існують також у родовому і давальному відмінках однини.

У південно-західних діалектах української мови у формі орудного однини іменників жіночого роду та узгоджених з ними прикметників, числівників та окремих займенників характерне вживання закінчення -ов, -ев (фонетично [-оў], [-еў]) замість -ою, -ею ([-оју], [-еју]): рукóў, землеў, мноў. Для передачі народного мовлення ці форми вживалися і письменниками: « — На безоружного з бартков не йду!…», «— За тобов, душко Марічко… за тобов банував…» (М. М. Коцюбинський, «Тіні забутих предків»). У словацькій мові, діалекти якої сусідують із деякими діалектами південно-західного наріччя української, йому відповідає співзвучне закінчення -ou. Замість -ою також може вживатися закінчення -ом: мном.

## В інших мовах

### Германські мови
Орудний відмінок існував у давньоанглійській мові. У сучасній англійській залишилися деякі його реліктові форми: наприклад, прислівник why («чому») походить від hwi, застиглої форми орудного відмінка займенника hwæt («що», сучасна форма what).

### Латинська мова
У класичній латині орудний відмінок (як і місцевий) невідомий. Ще на ранньому, праітальському етапі, праіндоєвропейські орудний і місцевий відмінки злилися з відкладним відмінком (аблативом), який і став виконувати їхні функції: позначення знаряддя або агента дії, а також місця. У певних випадках слов'янському інструменталу відповідають конструкції з іншими відмінками. Отже, замість орудного у латині вживають:
- Для позначення агента, знаряддя або способу дії вживається відкладний відмінок (oppidum vallo cingitur — «поселення оточене валом», libri a discipulis leguntur — «книжки читаються учнями», docendo et cogitando — «вченням і міркуванням», igni et ferro — «вогнем і залізом», «вогнем і мечем»). У цьому значенні аблатив поширений у девізах, українською він перекладається зазвичай орудним відмінком (virtute et educatione — «доблестю і просвітою»).
- З дієсловами зі значеннями «бути», «стати» вживається називний відмінок (factus nauta sum — «я став моряком», poeta es — «ти є поетом/ти єси поет», vicipaedistae sumus — «ми є вікіпедистами»). Якщо підмет виражений іменником або займенником (meus amicus factus magister est — «мій друг став вчителем») ця конструкція називається «подвійним називним відмінком» (Nominativus duplex).
- З деякими дієсловами зі значеннями «робити», «вважати», «називати», «надсилати» тощо вживається знахідний відмінок (lectores Vicipaediam existimant incompletam — «читачі вважають Вікіпедію неповною»). Ця конструкція відома як «подвійний знахідний відмінок» (Accusativus duplex)[5].